# Tourisme européen à Strasbourg
Le tourisme européen à Strasbourg s'inscrit dans le cadre du tourisme politique autour des sites  des institutions européennes de la ville (Union européenne, Conseil de l'Europe et autres institutions régionales et internationales).

## Rayonnement rhénan
En tant que carrefour de l'Europe rhénane, la ville a changé plusieurs fois de nationalité au cours de son histoire et se trouve aujourd'hui à la frontière franco-allemande ; la ville accueille un certain nombre d'institutions, de musées, de lieux culturels et historiques et deux sites inscrits au patrimoine mondial par l'UNESCO : la grande île et la Neustadt.
Strasbourg est aussi le témoin de la présence de quatre grandes religions, le judaïsme, le catholicisme, le protestantisme, plus récemment l'islam, ainsi que la chrétienté orthodoxe et le bouddhisme. Elle a traversé les époques, au cœur des civilisations européennes, avec la présence successive des Celtes, Romains, Francs, Habsbourg, Humanistes. Située de long de la banane bleue, Strasbourg a vu la création des universités, de l'imprimerie, de la presse, des idées progressistes, de l'idée européenne.
Des parcours balisés ou encore des manifestations annuelles permettent de partir à la découverte du patrimoine européen à travers la ville.

## Quartier européen

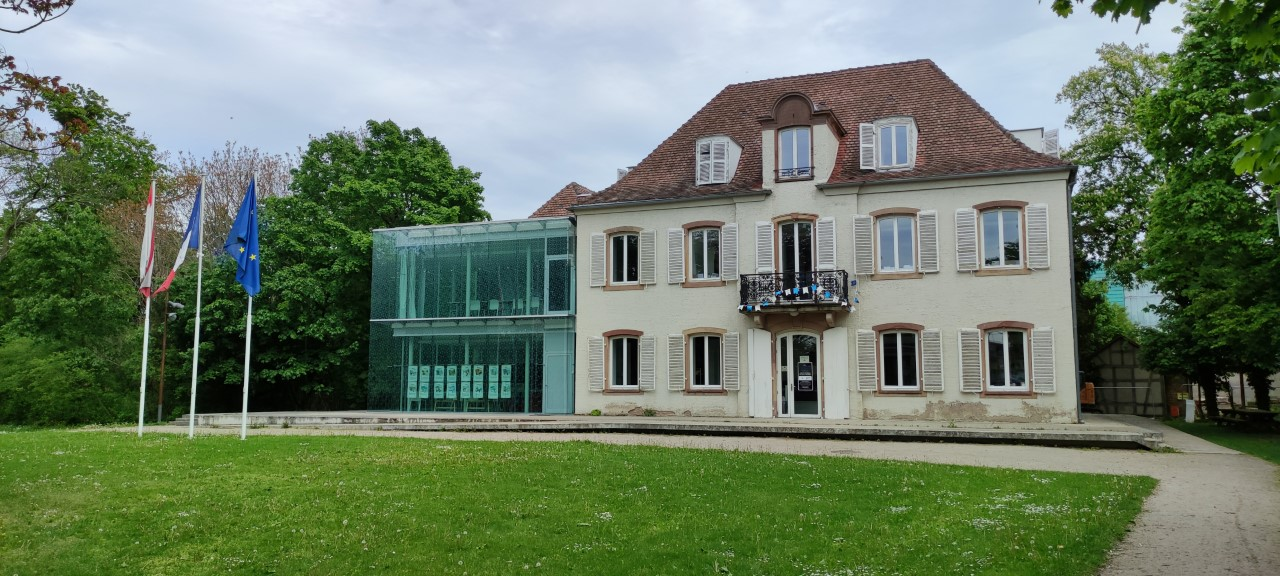
Lieu d'Europe, à Strasbourg

Le quartier européen a reçu en 2015 le label « patrimoine européen » de l'Union européenne et abrite de nombreuses institutions européennes et d'autres structures :
- le lieu d'Europe, qui présente des expositions (permanente et temporaire), ainsi qu'un centre de documentation et d'information, et des activités au fil de l'année ;
- le parcours d'Europe[2], qui jalonne les différentes institutions[3], notamment le Conseil de l'Europe qui est à l'origine des symboles européens que sont son hymne et son drapeau ;
- les dalles pour l'Europe ;
- les bancs pour l'Europe[4] ;
- les œuvres d'art disséminées, notamment une portion du mur de Berlin[5]
- au sein du Parlement européen (bâtiment Louise-Weiss), le parlamentarium présente les activités de l'institution ;
- vers le château de Pourtalès, on découvre un parc, la forêt de la Robertsau ; le château a accueilli des structures de type universitaire à visée européenne, notamment le collège de l'Europe libre.
- du côté du quartier de l'orangerie, limitrophe des institutions européennes, est rassemblé l'essentiel des consulats, représentations diplomatiques auprès des institutions, dont celles de la Chine, des États-Unis, de la Turquie, de l'Union Européenne, de la Russie.

## Centre-villeetNeustadt

### Grands Hommes
De par sa localisation géographique, à savoir dans l'espace rhénan, à la confluence entre les influences francaise et allemande, sur le chemin entre les Pays-Bas et la Suisse et l'Italie, Strasbourg a vu passer entre ses murs nombre de théologiens, humanistes rhénans et politiques :
- la place Gutenberg et sa statue rendent hommage au passage de l'inventeur de l'impression. L'île Gutenberg, à l'écart du centre ville, est considéré comme le lieu où le procédé de l'imprimerie a été inventé par Gutenberg. Une stèle y est apposée pour rappeler ce passé.
- la Maison de Goethe est une trace de l'écrivain allemand dans la ville.

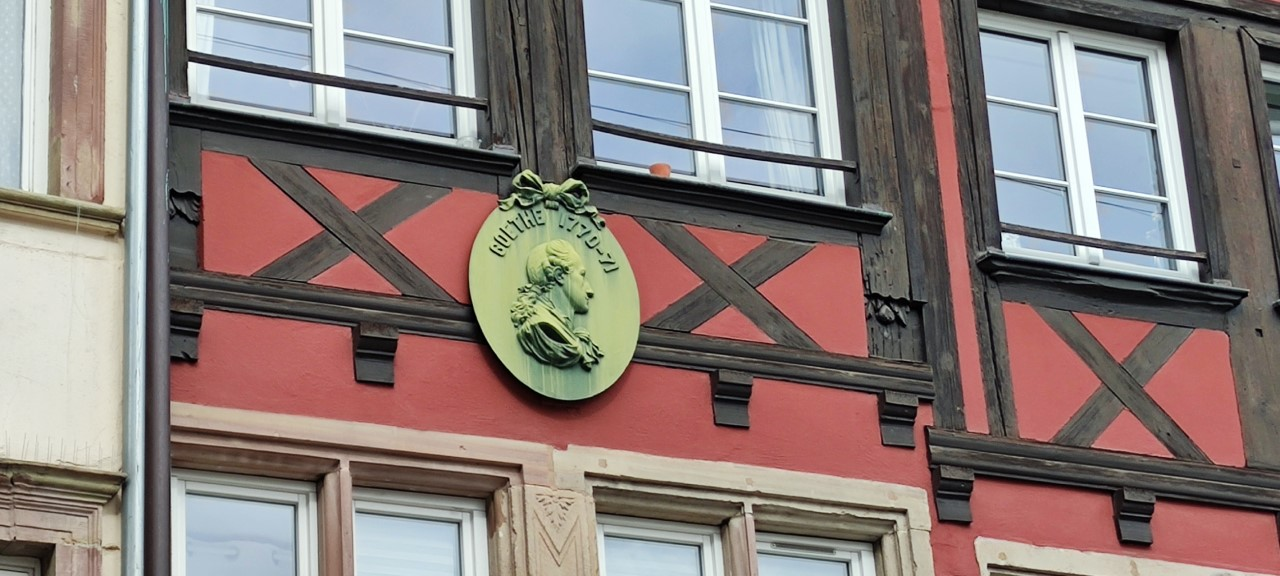
Maison de Goethe à Strasbourg

- le Temple Neuf a eu pour pasteur Jean Calvin[6], présent dans la ville pendant 3 ans. Il a séjourné dans la rue Salzmann, où une plaque est apposée[7]. D'autres plaques sont apposées du Martin Luther et rue du bouclier[8]. Un itinéraire est parcourable entre ces lieux et d'autres[9], sur le thème de la réforme[10]. Strasbourg est d'ailleurs labelisée cité européenne de la réforme[11].

Les rues de la ville ont aussi été foulées par des illustres européens tels que Benjamin Constant, Mozart,, Liszt, Pierre Pflimlin, strasbourgeois, qui a été un des présidents du Parlement européen, ou encore Jean-Claude Juncker, ancien président de la Commission Européenne.
Plus tôt, au sortir du Moyen Âge, Strasbourg a déjà  vu passer nombre d'humanistes tels qu'Erasme, Beatus Rhenanus ou Sebastien Brant. De même que des souverains tels que Charles Quint et Barberousse.
- depuis l'Aubette de la place Kléber, en 1949, Winston Churchill prononce un discours pour l'Europe[18].

Dans le cadre des institutions européennes, lors de sommets notamment, de nombreuses personnalités politiques de premier plan ont rendu visite à Strasbourg également.

### Restaurants
- la rue de l'outre est l'adresse du restaurant Au Crocodile, qui a donné son nom au Club Crocodile. Il est vrai que les personnels et députés des institutions européennes fréquentent les établissements strasbourgeois, en particulier lors des sessions.
- Dans la rue du sanglier se trouve un autre restaurant, Chez Yvonne, connu pour avoir été fréquenté assidûment par le président français Jacques Chirac, accompagné d'autres chefs d'état tels que Gerhard Schroeder, Helmut Kohl, Boris Eltsine. Strasbourg a réuni régulièrement des rencontres entre les présidents français et chanceliers allemands, ce dans le cadre du processus de Blaesheim.
- sur la route des institutions européennes, au Zum Ysehuet, ont diné en 2015 la chancelière allemande Angela Merkel avec le président français François Hollande et le président du Parlement européen Martin Schulz. Une plaque apposée à côté de l'entrée le rappelle[20].En 2016 ils se retrouvent cette fois au Pont du Corbeau[21].

## Abords du centre-ville

### Gare
La gare de Strasbourg date de l'époque allemande. Elle est jumelée avec la gare d'Ekaterinbourg, une plaque le rappelant dans le hall de la gare. Cette gare voit passer des trains entre la France et l'Allemagne, mais a aussi été une gare étape de l'Orient Express ou encore du Moscou Express, étant en quelque sorte un miroir ferroviaire du nom de la ville elle-même (littéralement, la ville des routes, son nom allemand et alsacien étant composé des mots Stras pour route, et bourg pour ville).

### Neustadt
Dans ce quartier sorti de terre entre 1871 et 1918, l'architecture rappelle le passé impérial allemand, entre d'un côté
- le Palais du Rhin

et de l'autre
- le palais universitaire.

### Krutenau
Près de la rue de Zurich, une fontaine pour rappeler le passage des Zurichois, venus prouver leur assistance aux Strasbourgeois en 1456 et régulièrement depuis, avec le Hirsebreifahrt.

## Jardin des deux rivesetKehl
Le Rhin, fleuve européen traversant plusieurs pays, de la Suisse aux Pays-Bas, fait la frontière entre la France et l'Allemagne, entre Strasbourg et la ville frontière allemande de Kehl. C'est ce qui contribue à montrer la réalité de l'Union Européenne. Seuls le changement de langue et de panneaux matérialisent la frontière, en plus de cette frontière naturelle. On peut ainsi traverser la frontière à pied, à vélo, en tram, en voiture ou encore en train, en empruntant l'un des 4 ponts enjambant le fleuve.
Les liens avec la rive allemande, de par l'urbanisation, la coopération, la proximité, et les liens économiques et culturels, tendent à se renforcer.

## Communautés étrangères
De facto, de par l'immigration et la présence des institutions européennes, Strasbourg est cosmopolite. Certaines communautés sont cependant plus visibles que d'autres :

### Le mondeturcophone
Le Consulat turc, un lycée,, le collège et la Mosquée Eyyûb Sultan, le centre culturel turc font partie du monde turc de Strasbourg,, accompagné d'autres pays turcophones : l'Azerbaidjan (notamment avec l'Université franco-azerbaïdjanaise) et le Kazakhstan (au travers de son consulat,).

### Le monderussophone

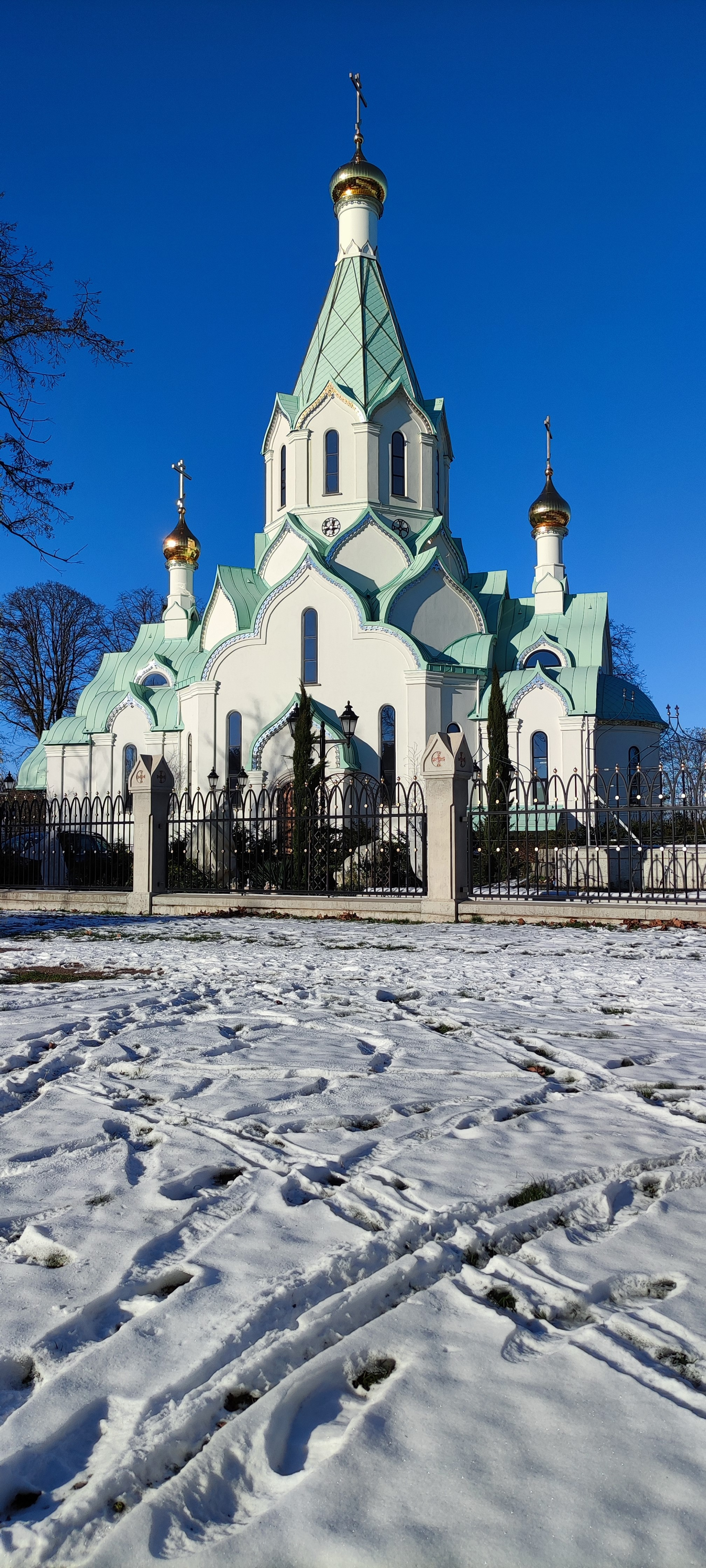
Église orthodoxe russe de Strasbourg.

La Russie et les autres pays russophones d'Europe de l'est et du Caucase sont présents à Strasbourg.

#### Russie
Avec leurs représentations diplomatiques, notamment le consulat russe, mais aussi plusieurs églises,, des écoles,, des commerces. La communauté tchétchène, est également importante. Elle se montre présente surtout dans les quartiers ouest de Strasbourg.

#### ex-URSS
Les communautés arménienne, géorgienne, kazakhe et ukrainienne sont également présentes. Les Arméniens sont visibles plus particulièrement lors de l'hommage rendu lors de la journée du génocide arménien.

### Le mondehébraïque
Les juifs, ayant migré à travers l'Europe et ailleurs, ont gardé avec eux des rites, des spécialités d'Europe de l'est notamment. Le quartier des Contades, entre autres, témoigne de la présence juive à Strasbourg, au travers d'écoles, de la Synagogue de la Paix, de la radio Judaica notamment. Cette présence s'inscrit dans des siècles de judaïsme alsacien, à travers toute la région.

## Activités et festivités
Plusieurs manifestations ont lieu à Strasbourg au fil de l'année.

### Foire européenne et marché de Noël
En hiver, un pays, le plus souvent européen, est invité au marché de Noël. De même lors de la foire européenne en septembre.

### Manifestations européennes
Lors des sessions du parlement européen, le programme Euroscola fait découvrir le Parlement à des classes européennes. En mai se déroule le mois de l'europe à travers expositions et actions, notamment des portes ouvertes. A l'automne, la ville accueille le forum mondial de la démocratie. Des concerts et autres activités culturelles ont lieu toute l'année sur le thème du pays présidant le comité des ministres du Conseil de l'Europe.

## Sources
1. ↑  « Balade “Strasbourg, l’Européenne” en 9 étapes | Strasbourg Europe », sur www.strasbourg-europe.eu (consulté le 27 décembre 2021)
2. ↑  « Strasbourg l'européenne aussi obscure que l'Europe pour les touristes », sur Rue89 Strasbourg, 24 juillet 2015 (consulté le 2 mai 2021).
3. ↑  « On a testé pour vous le parcours d'Europe », sur Rue89 Strasbourg, 24 juillet 2014 (consulté le 2 mai 2021).
4. ↑  « Débats Publics », sur www.europeinitiative.eu (consulté le 2 mai 2021)
5. ↑  « À la découverte de l'Europe artistique, Strasbourg Europe », sur www.strasbourg-europe.eu (consulté le 2 mai 2021).
6. ↑  « Jean Calvin », sur Paroisse du Temple Neuf, 26 mai 2015 (consulté le 2 mai 2021)
7. ↑  « Jean Calvin honoré à Strasbourg », sur Reforme.net, 24 septembre 2019 (consulté le 2 mai 2021)
8. ↑  « Hommage. Jean Calvin mis à l’honneur à Strasbourg pour son dur labeur », sur www.dna.fr (consulté le 2 mai 2021)
9. ↑  « Strasbourg et les 500 ans de la Réforme », sur France 3 Grand Est (consulté le 2 mai 2021)
10. ↑  « Strasbourg célèbre les 500 ans de la Réforme protestante », sur Rue89 Strasbourg, 28 octobre 2016 (consulté le 2 mai 2021)
11. ↑  (de) « Straßburg », sur Reformationsstädte Europas (consulté le 2 mai 2021)
12. ↑  « Les grands noms de l'histoire de Strasbourg - Archives de la ville et de l'Eurométropole de Strasbourg », sur archives.strasbourg.eu (consulté le 4 mai 2021)
13. ↑  « CONSTANT Benjamin (CONSTANT de REBECQUE Benjamin) », sur Fédération des Sociétés d'Histoire et d'Archéologie d'Alsace (consulté le 3 mai 2021)
14. ↑  « Mozart à Strasbourg, Compositeurs, Musique, Art, Nos Rayons - Chiré », sur www.chire.fr (consulté le 3 mai 2021)
15. ↑  « Sur les pas de Mozart à Strasbourg », sur izi.TRAVEL (consulté le 3 mai 2021)
16. ↑  « Pierre PFLIMLIN | Strasbourg Europe », sur www.strasbourg-europe.eu (consulté le 4 mai 2021)
17. ↑  « Les autres noms illustres - Université de Strasbourg », sur www.unistra.fr (consulté le 5 mai 2021)
18. ↑  (en) « winston Churchill at Place Kleber Strasbourg August 1949 color added 2016 by David Lee Guss », sur Fine Art America (consulté le 3 mai 2021)
19. ↑  « L'Europe à Strasbourg : ils y étaient presque tous (et toutes) », sur www.tchapp.alsace (consulté le 13 mai 2021)
20. ↑  « rencontre hollande-merkel. Cuisine diplomatique au Zuem Ysehuet », sur www.lalsace.fr (consulté le 20 novembre 2022)
21. ↑  « Dîner informel à Strasbourg ce dimanche pour François Hollande et Angela Merkel », sur ici, par France Bleu et France 3, 7 février 2016 (consulté le 20 novembre 2022)
22. ↑  « Les gares de Strasbourg et Ekaterinbourg officiellement jumelées », sur France 3 Grand Est (consulté le 4 mai 2021)
23. ↑  « Le serment des zurichois envers Strasbourg avec une marmite », sur Kuriocity Strasbourg, 8 septembre 2020 (consulté le 4 mai 2021)
24. ↑  « Entre Zurich et Strasbourg », sur palimpsestes.fr (consulté le 4 mai 2021)
25. ↑  « Groupe Scolaire Privé Yunus Emre », sur Groupe Scolaire Prive Yunus Emre (consulté le 26 mai 2021)
26. ↑  « Strasbourg: Un nouveau lycée musulman avant une faculté de théologie », sur www.20minutes.fr (consulté le 26 mai 2021)
27. ↑  (tr) acoustic, « Ana Sayfa », sur CCTS - Centre Culturel Turc de Strasbourg (consulté le 26 mai 2021)
28. ↑  « En Alsace, les Turcs font partie du paysage », sur La Vie.fr, 2021-04-28cest09:23:48+02:00 (consulté le 26 mai 2021)
29. ↑  « Les Turcs d’Alsace, une communauté entre Rhin et Bosphore », sur La Vie.fr, 2021-04-27cest17:09:40+02:00 (consulté le 26 mai 2021)
30. ↑  Le JDD, « À Strasbourg, le pouvoir d'Erdogan tisse sa toile », sur lejdd.fr (consulté le 26 mai 2021)
31. ↑  (ru) « Kazakhstan’s diplomatic mission in Strasbourg transformed into Consulate General », sur lenta.inform.kz (consulté le 26 mai 2021)
32. ↑  (kk) « https://www.gov.kz/memleket/entities/mfa-strasbourg?lang=fr », sur gov.egov.kz (consulté le 26 mai 2021)
33. ↑  « Rencontres arméniennes – Epis Strasbourg », sur www.epis-strasbourg.eu (consulté le 26 mai 2021)
34. ↑  Bastien Pietronave, « Que se cache-t-il derrière les murs de la majestueuse église orthodoxe de Strasbourg ? », sur Pokaa, 5 juin 2020 (consulté le 26 mai 2021)
35. ↑  « En pleine zone industrielle, une école franco-russe », sur CUEJ.info, 1er octobre 2019 (consulté le 26 mai 2021)
36. ↑  « Школа при Консульстве РФ в Страсбурге — Общеобразовательная школа при Генеральном Консульстве Российской Федерации в г. Страсбург, Франция », sur www.rusecole-strasbourg.fr (consulté le 26 mai 2021)
37. ↑  « À Strasbourg, la communauté tchétchène en lutte contre les clichés », sur Rue89 Strasbourg, 31 juillet 2020 (consulté le 26 mai 2021)
38. ↑  « Strasbourg. Une vitrine pour les Tchétchènes d’Europe », sur www.lalsace.fr (consulté le 26 mai 2021)
39. ↑  « Українці у Франції - Ambassade d’Ukraine en France », sur france.old.mfa.gov.ua (consulté le 26 mai 2021)